# Argentina en los Juegos Olímpicos de París 1924
La participación de Argentina en los Juegos Olímpicos de París 1924 fue la primera oficialmente organizada por el Comité Olímpico Argentino. La delegación presentó 93 deportistas, todos hombres. Argentina obtuvo seis medallas: una de oro, tres de plata y dos de bronce. También obtuvo ocho puestos premiados. En el medallero general ocupó la posición N.º 16 sobre 44 países participantes. Fue la sexta mejor presentación de la historia argentina.
El boxeo fue la disciplina más destacada, en lo que sería una constante hasta 1968, aportando tres de las seis medallas, en tanto que la medalla de oro fue aportada por el polo. Aun sin obtener medalla, la esgrima obtuvo tres puestos premiados.
El primer abanderado fue Enrique Thompson (26 años), un atleta que alcanzaría la 13.ª posición en decatlón.

## Medalla de oro en polo

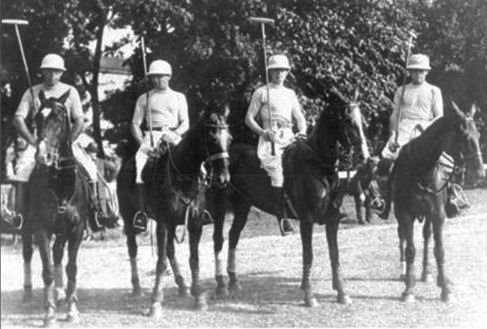
Equipo argentino ganador de la medalla de oro en los Juegos Olímpicos de 1924. De izquierda a derecha: Juan Nelson, Enrique Padilla, Arturo Kenny y Juan Miles.

El equipo argentino de polo titular, con un handicap sumado de 25 goles, estuvo integrado por Juan Nelson (33 años, back, 7 hcp), Juan Miles (29 años, dos, 7hcp.), Enrique Padilla (33 años, tres, 6 hcp.) y Arturo Kenny (34 años, delantero, 5 hcp.). Como suplentes integraban el equipo Guillermo Brooke Naylor, que jugó contra Francia, y Alfredo Peña que no jugó.
Participaron cinco países (Argentina, Gran Bretaña, España, Estados Unidos y Francia) y jugaron todos contra todos. El favorito era Estados Unidos, con un equipo de 26 de hándicap liderado por Tommy Hitchcock, 10 de hándicap y uno de los mejores jugadores de todos los tiempos. El partido clave fue el que la Argentina jugó contra Estados Unidos, el 6 de julio de ese año. Se trató de un partido muy parejo que llegó empatado en 5 goles por bando al último chukker, para ser definido a favor por 6-5, con un gol de Juan Nelson a pocos segundos de la finalización. El equipo fue llamado Los Cuatro Grandes del Sur. En total convirtió 46 goles a favor y recibió 14 en contra.
Luego de vencer a Estados Unidos, Argentina debía aún enfrentar a Gran Bretaña, otro candidato a la medalla de oro, al que venció 9-5, y a Francia, en la última fecha jugada el 12 de julio, venciendo 15-2. Se trató, a la vez, de la primera medalla olímpica y la primera de oro obtenida por la Argentina.
| Cronograma de partidos                         | Cronograma de partidos     | Cronograma de partidos |
| Día                                            | Contrincantes              | Resultado              |
| ---------------------------------------------- | -------------------------- | ---------------------- |
| 28 de junio                                    | Francia-Estados Unidos     | 1-13                   |
| 1 de julio                                     | Estados Unidos-España      | 15-2                   |
| 3 de julio                                     | Estados Unidos-Reino Unido | 10-2                   |
| 4 de julio                                     | Argentina-España           | 16-2                   |
| 5 de julio                                     | Francia-Reino Unido        | 2-16                   |
| 6 de julio                                     | Argentina-Estados Unidos   | 6-5                    |
| 7 de julio                                     | Reino Unido-España         | 10-3                   |
| 9 de julio                                     | Argentina-Reino Unido      | 9-5                    |
| 10 de julio                                    | Francia-España             | 1-15                   |
| 12 de julio                                    | Francia-Argentina          | 2-15                   |
| Fuente: Resultados olímpicos. Wyniki; E. Combe |                            |                        |

| Posiciones finales                    | Posiciones finales | Posiciones finales |
|                                       | País               | Pts.               |
| ------------------------------------- | ------------------ | ------------------ |
| 1                                     | Argentina          | 7                  |
| 2                                     | Estados Unidos     | 5                  |
| 3                                     | Gran Bretaña       | 4                  |
| 4                                     | España             | 3                  |
| 5                                     | Francia            | 2                  |
| Fuente: Resultados olímpicos. Wyniki. |                    |                    |

## Medalla de plata en salto triple
Luis Brunetto, un atleta rosarino de 23 años, fue el representante argentino en la prueba de salto triple, que se realizó el 12 de julio de 1924, en el estadio Colombes, obteniendo récord olímpico y sudamericano, y medalla de plata. Ese mismo día, el equipo de polo jugó su último partido contra Francia, obteniendo la medalla de oro. Ambas fueron las dos primeras medallas olímpicas del deporte argentino. Con esta medalla de plata la Argentina finalizó novena en el medallero general del atletismo masculino y 13.ª en el puntaje general, sobre 19 países que obtuvieron al menos un punto (por haber obtenido mención); fue el único país latinoamericano en figurar en dichas tablas.
Hasta ese momento la situación respecto de las marcas en salto triple eran las que expresa el siguiente cuadro:
| Récord mundial  | 15,52 m | Daniel Ahearn   | Nueva York (EE. UU.)             | 30 de mayo de 1911  |
| Récord olímpico | 14,92 m | Timothy Ahearne | Juegos Olímpicos de Londres 1908 | 25 de julio de 1908 |

Brunetto llegaba a los Juegos con una mejor marca de 14,64 metros que había señalado en el Campeonato Sudamericano realizado en San Isidro ese mismo año. Por su lado, el australiano Anthony ("Nick") Winter, quien ganaría la prueba, tenía como antecedente haber logrado 15,15 metros pero tres años antes; inicialmente no integraba la delegación de su país y fue incorporado a último momento.
La prueba de salto triple se desarrolló en dos grupos iniciales de clasificación, pasando las seis mejores marcas a la final, que se completó ese mismo día. En su primer salto durante la clasificación, Brunetto marcó 15,425 metros, nuevo récord olímpico y uno de los pocos que ha obtenido el deporte argentino.
Ya en la final, Nick Winter, en el último salto, marcó 15,525 metros, diez centímetro más que la marca del argentino, estableciendo un nuevo récord olímpico y mundial, y desplazando a Brunetto al segundo lugar con medalla de plata. El último salto de Brunetto fue polémicamente anulado, cuando había superado evidentemente su marca anterior. Tercero quedó el finés Vilho Tuulos, medalla de oro en 1920, con 15,37 metros. Luego se ubicaron Väinö Rainio (15,01), de Finlandia, Folke Janson (14.97) de Suecia y Mikio Oda (14,35) de Japón.
La serie de intentos de Brunetto fue la siguiente:
| Serie de saltos de Luis Brunetto  | Serie de saltos de Luis Brunetto | Serie de saltos de Luis Brunetto | Serie de saltos de Luis Brunetto |
| Etapa                             | 1.º salto                        | 2.º salto                        | 3.º salto                        |
| --------------------------------- | -------------------------------- | -------------------------------- | -------------------------------- |
| Clasificación                     | 15,425                           | 14,80                            | nulo                             |
| Final                             | 15,20                            | 14,78                            | nulo                             |
| Fuente: Bruno A. González García. |                                  |                                  |                                  |

En París Brunetto participó también en la prueba de salto en largo, sin calificar para medalla. La marca de Brunetto en salto triple, fue récord sudamericano hasta 1951, cuando la superó Adhemar Ferreira da Silva, varias veces recordista mundial. Asimismo permaneció como récord argentino hasta 1975, cuando lo mejoró Emilio Mazzeo en la altitud de Ciudad de México.

## Cuatro medallas en boxeo
En lo que sería una constante del deporte olímpico argentino hasta 1968, el boxeo aportó la mayoría de las medallas en los Juegos de París; cuatro sobre seis. Además obtuvo un puesto premiado. En el medallero de boxeo Argentina obtuvo el 7.º lugar, mientras que en la tabla por puntaje, obtuvo el 3.º lugar, detrás de Estados Unidos y Gran Bretaña.
Alfredo Copello (1903-1987), obtuvo medalla de plata en la categoría ligero (hasta 61,237 kilos), luego de vencer al británico William White, al italiano Luigi Marfurt, al francés Benjamin Rothwell Jr., al francés Jean Tholey y perder en la final frente al danés Hans Jakob Nielsen.
Héctor Méndez (1897-1977), obtuvo medalla de plata en la categoría wélter (hasta 66,678 kilos), luego de vencer al estonio Valter Palm (no salió en el 2.º round), al dinamarqués Andreas Petersen, al estadounidense Alfred Mello (abandono), al irlandés Patrick Dwyer (RSC en el 3.º round), y perder en la final frente al belga Jean Delarge, por puntos.
Pedro Quartucci (1905-1983), quien más adelante sería un destacado actor, obtuvo medalla de bronce en la categoría pluma (hasta 57,152 kilos), luego de vencer al francés Henri Stuckmann, al británico Arthur Henry Beavis, al francés Marcel Depont, ser derrotado en semifinales por el estadounidense John Fields (ganador de la medalla de oro) y vencer por el tercer puesto a su compatriota Damián Portillo. El hotel de atletas del CENARD lleva su nombre.
Alfredo Porzio (1900-1976), obtuvo medalla de bronce en la categoría peso pesado (más de 79,378 kilos), luego de vencer al francés Charles Peguilhan, al estadounidense Ed Greathouse, y perder en semifinales con el noruego Otto von Porat, para vencer al holandés Henk de Best en el combate por el tercer puesto.

## Puestos premiados y otros buenos resultados
Los atletas argentinos en París 1924 obtuvieron 8 puestos premiados y entre ellos, un cuarto puesto en tiro.
La esgrima obtuvo tres puestos premiados.  Roberto Larraz (1898-1978), salió 5.º en la prueba de florete, con un registro de 21:25, obteniendo así dos puntos para la delegación. Larraz volvería a alcanzar otro puesto premiado en estos juegos con el equipo de florete. Con 25 años entonces, participaría en total en cuatro olimpíadas, obteniendo una medalla de bronce en 1928, y seis puestos premiados, sumando puntos para la delegación en todos los juegos.
Roberto Larraz, Horacio A. Casco, Luis Lucchetti y Ángel Santamarina, integrantes del equipo de florete, también obtuvieron puesto premiado. En la serie eliminatoria Argentina calificó luego de vencer a Holanda 12:4. En cuartos de final, volvió a clasificar luego de perder ajustadamente con Bélgica y ganarle a Gran Bretaña. En semifinales perdió con Francia y por apenas un toque con Hungría (58:57), que dejó al equipo fuera de la final, pero con puesto premiado en el 5.º puesto compartido (1 punto).
Horacio A. Casco, Carmelo Merlo, Raúl Solá, Santiago Torres Blanco y Arturo Ponce Costa, integrantes del equipo de sable, obtuvieron el tercer puesto premiado aportado por la esgrima al salir en 5.º lugar. Argentina venció a Bélgica en la eliminatoria, a España y Holanda en cuartos de final, y, en semifinal, perdió con amplitud con Italia, que sería medalla de oro, pero por mínimo margen (8:8; 47:45) con Checoslovaquia, quedando eliminada de la final.
Horacio A. Casco, asimismo, obtuvo el 8.º lugar en la prueba de sable. En la tabla de posiciones por puntaje, Argentina obtuvo el octavo puesto con 5 puntos, sobre trece países que obtuvieron puntos.
Lorenzo Amaya y Matías Osinalde salieron 4.º y 5.º en tiro, respectivamente, obteniendo cada uno un puesto premiado en la prueba de pistola automática, y el 12.º puesto en la Tabla de Puntajes general de la disciplina.
Juan Carlos Milberg, Rolando J. Aguirre, César J. Gérico, Bernardo E. Milhas y Mario R. Uriburu, aportaron un puesto premiado al salir 5.º en la Clase Rating 8 metros, en el deporte de El vela.
Benjamín Pertuzzo, en boxeo, obtuvo un puesto premiado al quedar en 5.ª posición en la categoría gallo (hasta 53,525 kilos), luego de perder en cuartos de final con el estadounidense Salvatore Peter Trípoli, a la postre ganador de la medalla de plata.
Carlos Bergara (n. 1895), en halterofilia (levantamiento de pesas), se clasificó en 5.º lugar en la categoría hasta 82,5 kilos, con 482,5 kilos, alcanzando así un puesto premiado.